# McKay Tower
McKay Tower es un edificio en el centro de la ciudad de Grand Rapids, en el estado de Míchigan (Estados Unidos), ubicado en Monroe Center. Es de uso mixto para apartamentos, oficinas, locales comerciales y eventos. Actualmente es el quinto edificio más alto de Grand Rapids. McKay Tower es una estructura de estilo neogriego. La torre actualmente tiene un ático de tres pisos y una cúpula de metal.

## Historia
McKay Tower está donde se celebró la primera boda de no nativos americanos en Grand Rapids en 1834, solo unos años después de que llegaran los colonos y el área fuera examinada como parte del Territorio de Míchigan. El matrimonio tuvo lugar en una cabaña que era propiedad del pionero estadounidense, Joel Guild, que involucraba a su hija Harriet Guild y Barney Burton. La primera asamblea municipal también se realizó en la cabaña que contó con un total de nueve votantes.
El edificio Wonderly se construyó en el lugar en 1890. Los dos primeros pisos de la Torre McKay se construyeron en su forma actual en 1915 y el edificio se conocía entonces como el Banco Nacional de Grand Rapids. Se agregaron otros 11 pisos entre 1921 y 1927. En 1942, la torre fue comprada al Grand Rapids National Bank por el empresario y político de Grand Rapids, Frank D. McKay. A principios de la década de 1940, se agregaron dos pisos mecánicos adicionales a la torre.
Fue el edificio más alto de Grand Rapids Desde su finalización en 1927 hasta la finalización del Amway Grand en 1983. También fue el edificio de oficinas más alto de Grand Rapids hasta que se completó Bridgewater Place en 1993.
En 2000, la Universidad de Míchigan, que adquirió el edificio del testamento de McKay, vendió la torre. E mismo año lo compró Greystone Associates. Mark Roller, un empresario de Internet, compró la torre en 2006 por 7,8 millones de dólares, y luego puso la propiedad a la venta en 2009 por 11 millones.
McKay Tower fue vendida a Jonathan L. Borisch, fundador de Borisch Manufacturing Corp. (ahora Amphenol Borisch) en mayo de 2012 por 10,5 millones de dólares a través de su empresa Steadfast Property Holdings. En enero de 2020, los Match-e-be-nash-she-wish Band of Pottawatomi Indians of Michigan y los Huron Band of the Potawatomi se la compraron por 17,5 millones.

## Galería

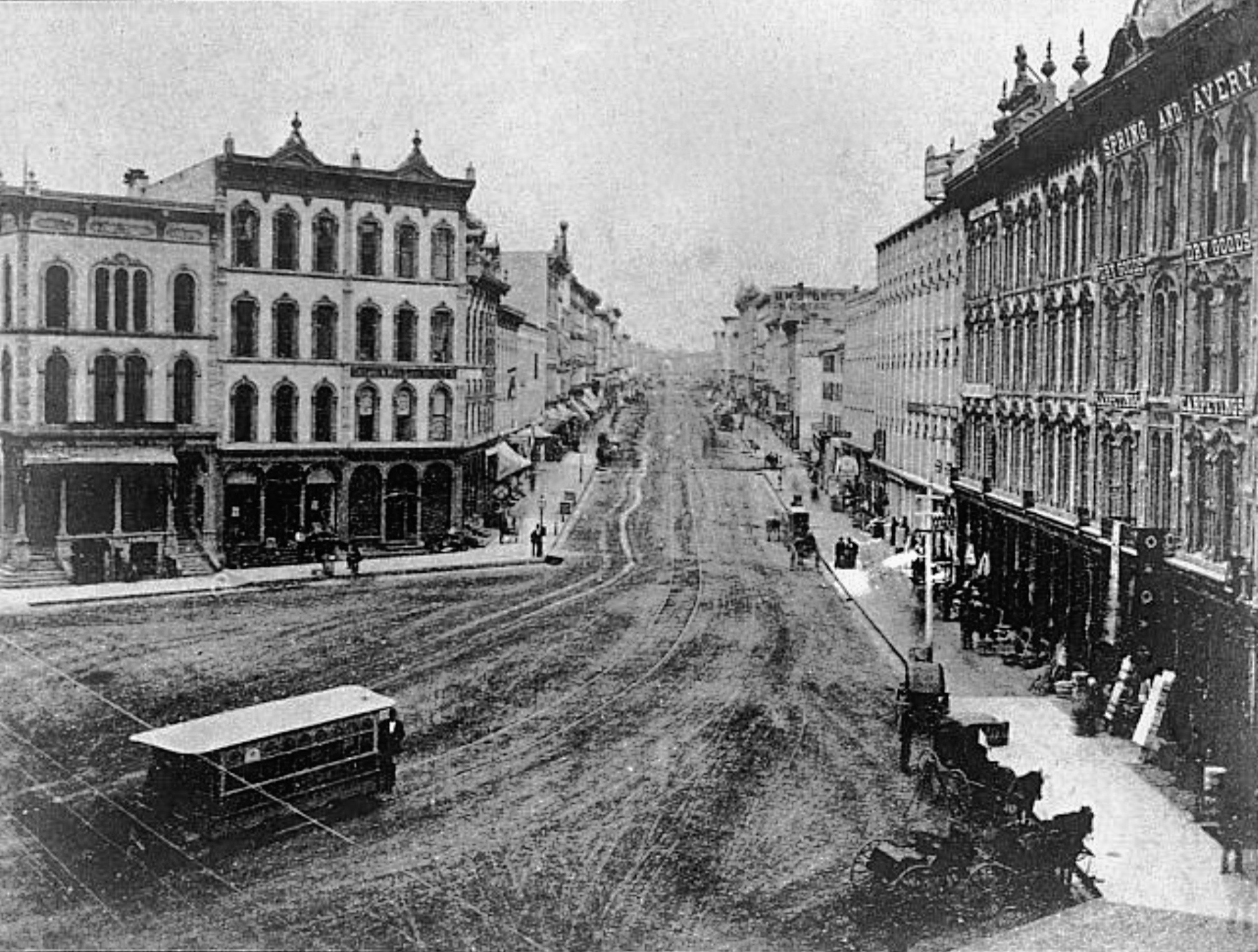
Sitio de la McKay Tower en 1874.
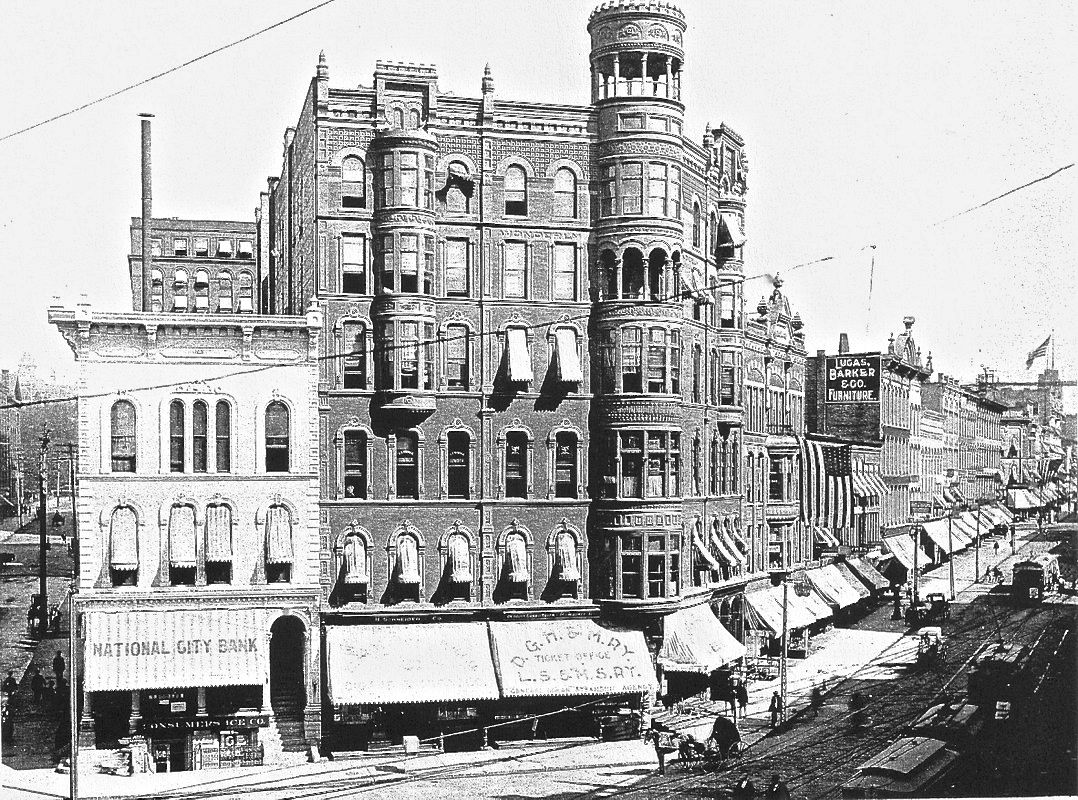
Sitio de la McKay Tower hacia 1912.
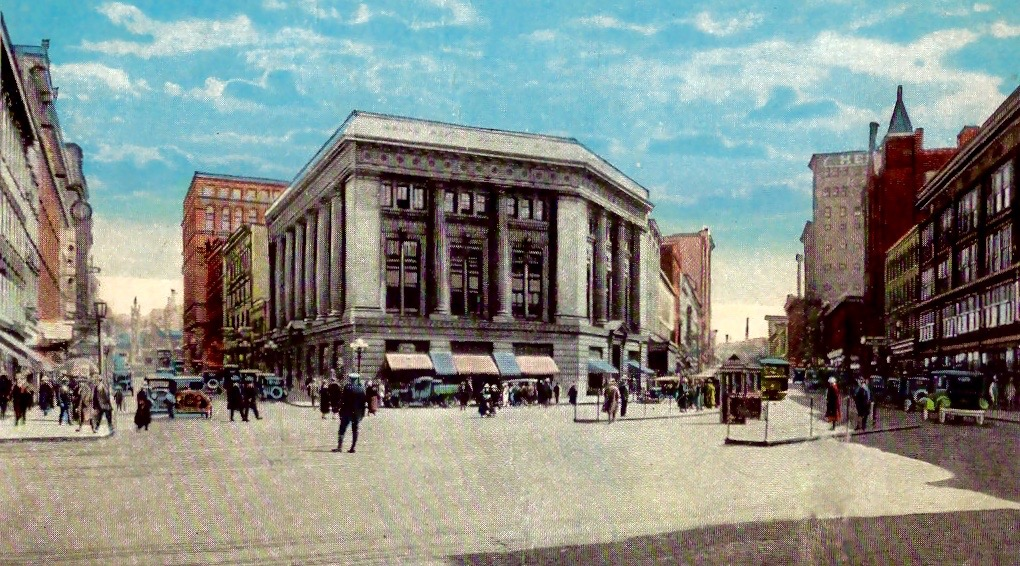
El Wonderly Building en 1915.
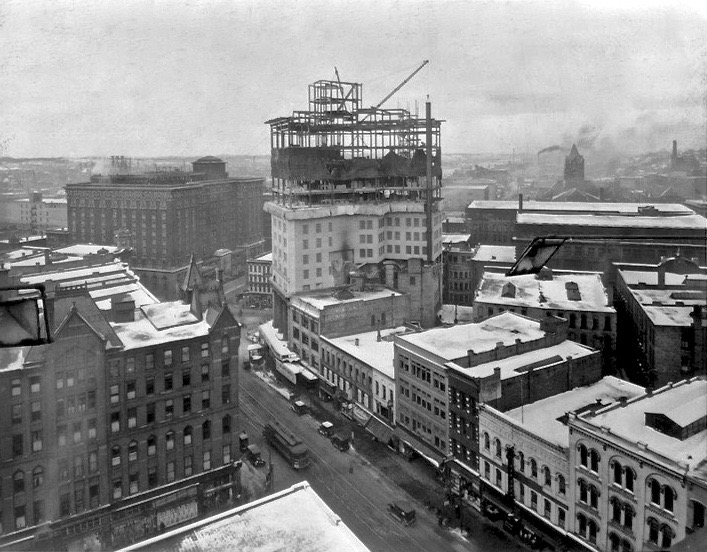
Construcción de la McKay Tower a principios de la década de 1920.